# ولی دشت بیاضی
میرزا محمد ولی دشت بیاضی (زاده دشت بیاض) از شاعران بنام سده دهم هجری قمری متخلص به «ولی»  است. وی معاصر با شاه طهماسب صفوی، در ایران و هند میزیسته است .

## از منظر دیگران
نظرات مختلفی در مورد ولی دشت بیاضی، در یادنامه‌ها نوشته‌اند، که شاید گاه با حبّ و بغض‌هایی همراه بوده‌است. به عنوان نمونه، اسکندر بیک منشی وی را در بخش شعرای صفویه نام برده و می‌نویسد: 
املح الشعرا، مولانا ولی، جناب مولوی از اعیان ولایت دشت بیاض، من اعمال ولایت قاین خراسان است. شاعری شیرین زبان و مرد رنگین، خوش صحبت، فصیح البیان بود. هر بیت از غزل‌های آبدارش، دردانه‌ای است، در کمال لطافت، و قصائد غرایش، در تمامیت فصاحت و بلاغت. 
صادقی، کتابدار دربار صفویه، در یادنامهٔ خود می‌نویسد: 
مولانا ولی، از ولایت موسوم به دشت بیاض بلوک خراسان است. شعرش رنگین و ابیاتش دل نشین است؛ ولی به جز شعر از چیز دیگر اطّلاع ندارد.

## قتل
ولی دشت بیاضی، بعد از کشته شدن ابراهیم میرزا همچنان در خراسان باقی ماند و انقلاب‌های آن دیار را که بعد از مرگ شاه تهماسب (۹۸۴) و تاخت و تازهای ازبکان متواتر شده بود، تحمّل کرد تا عاقبت به فرمان دین محمّد خان ازبک پسر جانی بیک خواهرزادة عبیدالله خان پادشاه مشهور ازبک کشته شد. این دین محمّدخان که به «یتیم سلطان» معروف بود از سال ۹۹۸ در خراسان به تاخت و تاز اشتغال داشت و عدّه‌ای از بزرگان خراسان و قزلباش به فرمان او یا در جنگ با او تباه شدند، از آن جمله سلطانعلی خلیفة شاملو بود که در راه میان قاین و طبس در جنگ با او به قتل رسید و اسکندربیک منشی تفصیل آن را در حوادث سال ۱۰۰۲ ذکر کرد، و ولی دشت بیاضی مرثیه‌ای برای او سرود که در دیوانش مندرج است. بنابراین بایست قتلش به فرمان یتیم سلطان مقارن همان سال و در حدود قاینات که در آن ایّام محل ایلغارهای یتیم سلطان بوده، اتفاق افتاده باشد. نقل است که مردی خراسانی از او علّت قتل ولی را پرسید و او چنین پاسخ داد: مولانا از ما رنجیده خاطر شده بود. ملاحظه کردم مبادا در مقام هجو برآید، و این معنی بر صفحة روزگار ثبت گردد؛ مرد خراسانی می‌گوید: کدام هجو بدتر از این که جناب سلطانی به قتل چنین شخصی که وحید زمان خود بود فرمان دهد، با این کار رقم بدنامی بر صحیفهٔ روزگار به نام شما ثبت شد، خان ازبک به ظاهر سخن او را تصدیق نمود امّا در همان لحظه تصمیم گرفت او را به جرم گستاخی و زبان درازی اعدام کند، چندی نگذشت که جسد وی را بازیافتند.

## نوشته‌های سنگ قبر وی
جملات اوّل لوحة مزار ولی چنین است:
کلّ شیءٍ هالک إلا وجهه،
در محشر اگر لطف تو خیزد به شفاعت
بسیار بگردند و گنهکار نیابند
(این بیت از خود ولی است)
هذا مرقد مرحوم المغفور المبرور الشهید المحب لاهل البیت، مولانا ولی دشتبیاضی توفی فی سنه احدی و الف
پس از جملاتی دیگر ماده تاریخ یادشده به نظم چنین آمده:
به گریه جستم از پیر خرد دوش ٭ چو سال قتل آن استاد نامی
بگفتا چون نظامی زمان بود ٭ طلب کن سال قتلش از نظامی
واژه «نظامی» به حساب حروف ابجد، همان سال ۱۰۰۱ قمری است.

## نمونه شعر
| قاصد ز برم رفت که آرد خبر از یار |  | باز آمد و اکنون خبر از خویش ندارد |

## مدفن
پیکر ولی دشت بیاضی در بقعه امام زاده عبدالله از فرزندان امام حسن مجتبی در روستای کارشک از توابع شهر خضری دشت بیاض در بخش نیمبلوک شهرستان قاینات به خاک سپرده شد.